# Agalinis divaricata
Agalinis divaricata är en snyltrotsväxtart som först beskrevs av Chapman, och fick sitt nu gällande namn av Francis Whittier Pennell. Agalinis divaricata ingår i släktet Agalinis och familjen snyltrotsväxter. Inga underarter finns listade i Catalogue of Life.